# Diphascum foliosum
Diphascum foliosum là một loài rêu trong họ Buxbaumiaceae. Loài này được Hedw. Eaton mô tả khoa học đầu tiên năm 1818.